# Джек Стейнбергер
Джек Стейнбергер (англ. Jack Steinberger; 25 травня 1921, Бад-Кіссінген, Німеччина — 12 грудня 2020) — американський фізик, професор, лауреат Нобелівської премії з фізики (1988) за відкриття і дослідження нейтрино і антинейтрино.

## Життєпис
Народився в Німеччині. У 1935 році сім'я Стейнбергер емігрувала в США. Там закінчив Чиказький університет, отримавши ступінь бакалавра 1942 року. Потім до 1945 року працював у радіаційній лабораторії Массачусетського технологічного інституту, займаючись дослідженням фізики елементарних частинок. У 1948 році захистив докторську дисертацію з теми дослідження мюонів (мю-мезонів) у космічних променях і відкриття явища розпаду мюонів на електрон, позитрон, нейтрино і антинейтрино.
У 1949—1950 рр. Джек Стейнбергер — на посаді професора Каліфорнійського університету в Берклі. У 1950—1968 рр. — професор Колумбійського університету. Став членом Гайдельберзької академії наук.
У 1962 році Стейнбергер спільно з Леоном Ледерманом і Мелвіном Шварцем вперше ідентифікував нейтрино не в космічних променях, а в отриманих в лабораторних умовах променях високої енергії. Продовжуючи потім удосконалювати техніку експерименту з нейтрино Стейнбергер відкрив існування двох різних видів нейтрино і антинейтрино — електронного і мюонного, що значно розширило уявлення про будову речовини. У 1968—1986 — провідний науковий співробітник, а потім науковий керівник і директор Європейського центру ядерних досліджень у Швейцарії (ЦЕРН). З 1986 року веде наукову та викладацьку роботу в Італії.
У 1988 році Стейнбергер, спільно з Леоном Ледерманом і Мелвіном Шварцем, був удостоєний Нобелівської премії з фізики.